# گونه‌های مرغ مینا
سردهٔ میناهای معمولی
- مینای دمگاه‌سفید
- مینای تاج‌دار
- مینای جاوه‌ای
- مینای شکم‌روشن
- مینای جنگلی
- مینای طوقه
- مینای صورت زرد
- مینای کرانه
- مینای معمولی
- مینای بالی
- سار سینه‌شرابی
- سار پرسیاه
- سار نوک‌سرخ
- سار گونه‌سفید
- مینای جنگلی

## سردهٔمیناهای گوشواره‌ایو Mino
- مینای رخ‌زرد
- مینای طلایی
- مینای دم‌دراز
- مینای تپه‌ای معمولی
- مینای گوشواره‌ای جزیره اینگانو
- مینای گوشواره‌ای جزیره نیاس
- مینای گوشواره‌ای سیلانی